# Entscheidungstraining BEST

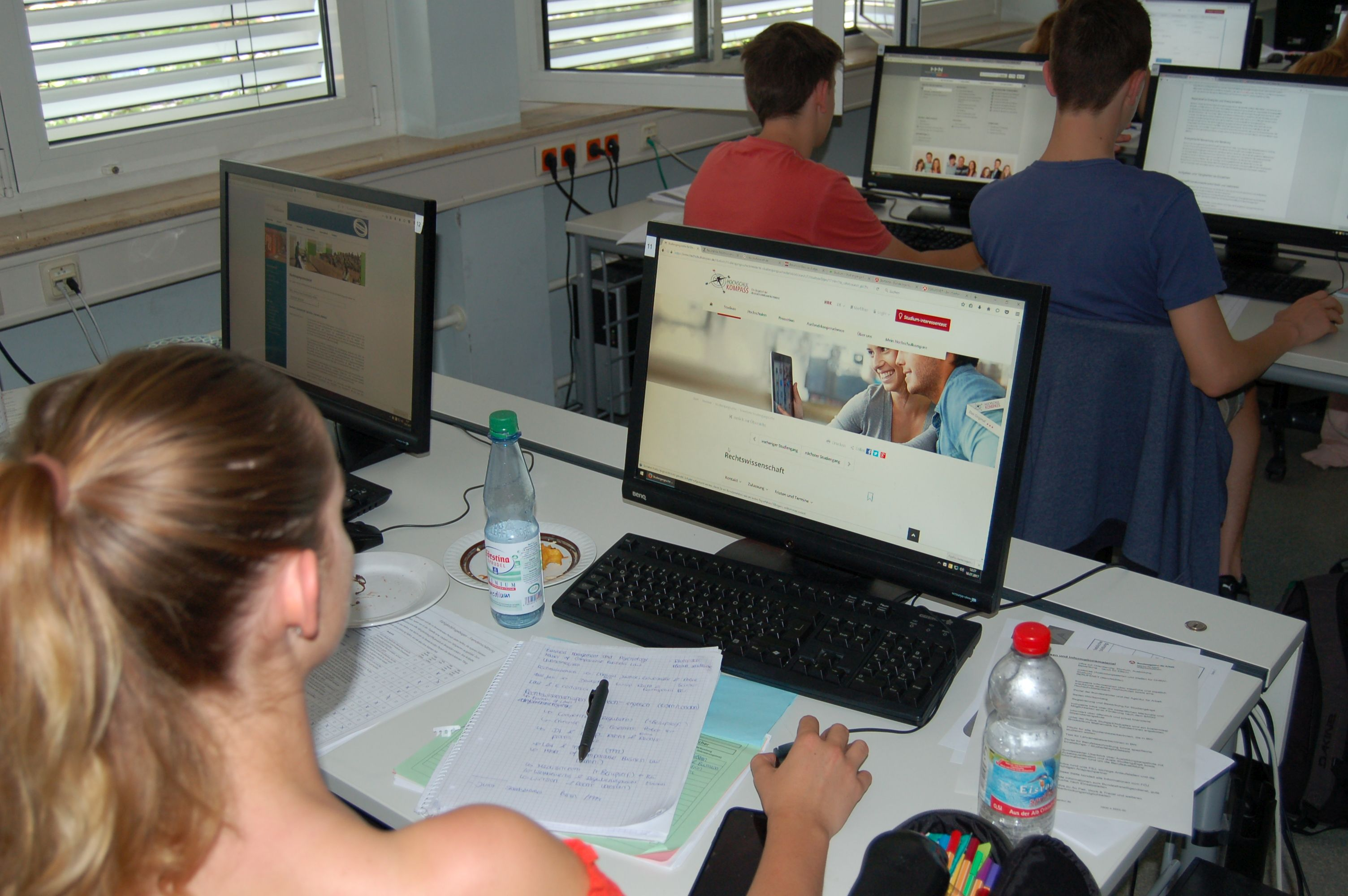
Das Entscheidungstraining BEST an einer Kaufmännischen Schule in Tauberbischofsheim (2017)

Beim Entscheidungstraining BEST – dies steht für „BErufs- und STudienorientierung“ – handelt es sich um ein zweitägiges Entscheidungs- und Zielfindungstraining für Schüler der Oberstufe an allgemeinbildenden und beruflichen Gymnasien in Baden-Württemberg.

## Geschichte
Im Jahr 2010 stellte das Land Baden-Württemberg für die Ausbildung der Trainer und die Durchführung der Trainings ca. 1,5 Mio. Euro zur Verfügung. Das Kultusministerium Baden-Württemberg fördert das Projekt seither mit bis zu 70 Lehrerwochenstunden pro Schuljahr für die Leitung und Organisation der BEST-Seminare. Die damalige Ministerin Schick: „Ziel ist es, pro Schuljahr bis zu 280 BEST-Seminare, das heißt an jedem zweiten allgemein bildenden Gymnasium mindestens ein Seminar anzubieten.“ Eine Ausdehnung auf die beruflichen Gymnasien sei geplant. Seit 2012 findet das BEST-Seminar auch an Beruflichen Gymnasien statt.

## Ziele und Initiatoren
Mit dem Entscheidungstraining BEST soll Schülern der gymnasialen Oberstufe bei der Studien- und Berufswahl geholfen werden. Parallel zur Abiturvorbereitung heißt es, sich nach Studienmöglichkeiten, Bewerbungsfristen und Zulassungsvoraussetzungen zu erkundigen. Um Schülern die Studienwahl zu erleichtern und die Zahl der Studienabbrecher zu reduzieren, bieten das Ministerium für Wissenschaft, Forschung und Kunst Baden-Württemberg und das Ministerium für Kultus, Jugend und Sport Baden-Württemberg für Schüler der Kursstufe an den allgemein bildenden und beruflichen Gymnasien das zweitägige Entscheidungstraining BEST an.

## Konzeption
Konzipiert wurde das zweitägige Berufs- und Studienorientierungstraining BEST von Experten der Universität Konstanz (die auch einen Orientierungstest der Hochschulen des Landes entwickelt haben) in Zusammenarbeit mit erfahrenen Beratern aus Schulen, Hochschulen und den Arbeitsagenturen.
Am ersten Tag des Trainings erkunden die Schüler mit Hilfe wechselnder Methoden und Arbeitsformen ihre Interessen und Fähigkeiten. In einer Intervallphase absolvieren sie den Orientierungstest, der neben den persönlichen Interessen auch die individuellen Fähigkeiten erfasst und mit möglichen Studiengängen zur Deckung bringt. Die Teilnahme an diesem Test („www.was-studiere-ich.de“) ist seit dem Wintersemester 2011 eine mögliche Voraussetzung für die Einschreibung an einer Hochschule in Baden-Württemberg. Mit einer Rechercheaufgabe lernen die Schüler in einer „Guided Tour“ die wichtigsten zuverlässigen Internetportale kennen.
Am zweiten Tag des Trainings werden die Ergebnisse des Orientierungstests aufgearbeitet, offene Fragen zur Studien- und Berufswahl beantwortet und Wege zur Entscheidungsfindung trainiert.

## Organisation
Organisiert wird BEST von der Servicestelle Studieninformation, -orientierung und -beratung (SIOB) im Ministerium für Wissenschaft, Forschung und Kunst Baden-Württemberg. Durchgeführt wird das Seminar an der jeweiligen Schule von einem Tandem bestehend aus einer Lehrkraft und einer Berufsberaterin der Agentur für Arbeit.

## Weitere Orientierungsangebote
In früheren Schulphasen findet eine Berufsorientierung in der Realschule sowie eine Berufs- und Studienorientierung an Gymnasien statt. Das Entscheidungstraining BEST ist hingegen erst in der gymnasialen Oberstufe angesiedelt.